# حي الربع (صنعاء)
حي الربع هو أحد أحياء مدينة صنعاء، ويتبع إدارياً مديرية همدان التابعة لمحافظة صنعاء اليمنية. يبلغ تعداد سكانه 1005 نسمة حسب التعداد السكاني في اليمن لعام 2004.